# Dorthea Ursin
Dorthea Ursin, född 18 augusti 1833 i Ullensaker, död 10 mars 1893 i Kristiania, var en norsk pianist och musikpedagog. Hon var dotter till Niels Ursin samt syster till Fredrik och Martin Ursin.
Ursin var utbildad under Halfdan Kjerulf och senare under Theodor Kullak i Berlin. Hon deltog i konsertlivet i Kristiania som solist och i kammarmusikkonserter, men gjorde sig främst känd som musikpedagog.